# فردریک اچ. ژیلت
فردریک اچ. جیلت (به انگلیسی: Frederick H. Gillett) سناتور سابق عضو حزب جمهوری‌خواه ایالات متحده آمریکا بود. وی در سال ۱۹۲۵ تا ۱۹۳۱ میلادی سناتور ایالت ماساچوست در سنای ایالات متحده آمریکا بود.